# Петров, Антон Евгеньевич
Анто́н Евге́ньевич Петро́в (род. 13 мая 1978, Караганда) — казахстанский хоккеист, в основном выступавший в составе российских клубов. Работает тренером в КГАУ «СШ по хоккею «Сокол» (город Красноярск).

## Биография
Воспитанник карагандинской хоккейной школы. В 1994—1998 годы играл в представленном в первой лиге российского чемпионата клубе «Металлург» Ачинск. В 1998 году в составе молодёжной сборной Казахстана принял участие на чемпионате мира 1998 года, проходившем в Финляндии, команда заняла 7-е место.
В сезоне 1998/1999 выступал в клубах российской Суперлиги — челябинском «Тракторе» и тюменском «Рубине» (с которым в следующем сезоне перешёл в высшую лигу). В дальнейшем до завершения игровой карьеры в 2011 году продолжил играть в клубах российских высшей и первой лиг — самарском ЦСК ВВС (2000/2001), курганском «Мостовике» (2000/2001), кирово-чепецкой «Олимпии» (2001—2002), красноярском «Соколе» (2003—2009) и возрождённом клубе «Ачинск» (играющим тренером, 2009—2010).
Исключением стал сезон 2002/2003, в котором он выступал в составе клуба «Барыс» из Астаны, занявшего в чемпионате Казахстана 5 место.
Закончил игровую карьеру в сезоне 2010/2011, вернувшись в красноярский «Сокол», который боролся в Первенстве России среди клубных команд региона «Сибирь — Дальний Восток». После создания в Красноярске молодёжного клуба «Красноярские Рыси» вошел в его тренерский штаб.
С 2012 года работает в краевом государственном автономном учреждении «Спортивная школа по хоккею «Сокол», тренирует детские и юношеские команды красноярского «Сокола», в сезонах 2012—2016 гг. — юношей 1999/2000 года рождения, с 2016 года — юношей 2007 года рождения.